# Reial Casa i Patrimoni de la Corona d'Espanya

La Reial Casa i Patrimoni de la Corona d'Espanya és la institució que va regir l'organització de la cort reial espanyola des de l'època dels Àustries i, en concret del regnat de Felip I que va portar l'anomenada etiqueta borgonyona de la cort del seu pare Maximilià I, fins al regnat d'Alfons XIII, besavi de l'actual rei d'Espanya, en tot allò que afectava al propi esquelet de la Cort així com al cerimonial, etiqueta o protocol. Va quedar suprimida com a tal institució després de la proclamació de la Segona República Espanyola el 14 d'abril de 1931. És l'antecedent històric de la moderna Casa de Sa Majestat el Rei d'Espanya

## Estructura bàsica
Pel que fa a l'organització bàsica de la Reial Casa durant el regnat d'Alfons XIII que va regnar entre 1885 i 1931, l'estructura diferenciava en la seva cúspide a la Majordomia i a la Cambreria major de palau. Així mateix amb independència orgànica existien el Comandant General del Reial Cos d'Alabarders, l'Intendent General de la Reial Casa i Patrimoni i el Procapellà i Almoiner major.
En primer lloc, i al capdavant de la Majordomia, es trobaven el Majordom major del Rei d'Espanya, el Sumiller de Corps i el Cavallerís major. Pràcticament durant tot el regnat d'Alfons XIII, els dos primers càrrecs van ser exercits per la mateixa persona.
Al Majordom major del Rei d'Espanya corresponia el relatiu a l'etiqueta i organització dels actes en què intervingués el Monarca, la inspecció dels edificis reials i la prefectura del personal al servei del Rei (metges, farmacèutics, criats, oficis). A més, si ostentava també el títol de Guardasegells, li corresponia la gestió ordinària de la signatura de documents oficials pel Rei.
Al Sumiller de Corps li corresponia la prefectura de l'anomenada règia servitud conformada pels nobles i persones d'alta posició que acompanyaven al Rei mentre aquest es trobés a palau, a excepció de la classe de Gentilhome Gran d'Espanya amb exercici i servitud que, d'igual categoria que el Majordom major, depenia d'aquest.
Al Cavallerís major li corresponia, finalment, acompanyar al Rei fora de Palau així com la prefectura de les Reials Cavallerisses i, per tant, la gestió dels vehicles i transport del Monarca.

### La Majordomia
Així, dependents del Majordom major del Rei d'Espanya es trobaven el Majordom major de la reina, l'Inspector General dels Reials Palaus, càrrec creat en 1852, el Secretari Particular del Rei, els metges i farmacèutics de cambra, la classe de rei d'armes i la d'uixer de cambra i saleta. Existia també una Secretaria de la Mayordomía major i Etiqueta que despatxava els assumptes diaris amb el Majordom major i – en la seva condició de Guardasegells - una Secretaria de la Real Estampeta, que gestionava la signatura del Monarca, que autoritzava tots els documents dels Ministeris que el Rei no signava de la seva mà, i que, per tant, representava l'enllaç de la Reial Casa amb l'Administració de l'Estat.
D'altra banda, dependent del Sumiller de Corps es trobava la règia servitud, és a dir, els Majordoms de setmana o “semaners” que s'alternaven per setmanes per prestar servei prop del Rei, assistint a les audiències i actes oficials al costat del Sumiller de Corps, sempre dins de Palau. Igualment dependents del Sumiller de Corps es trobaven els Gentilhomes de Casa i Boca que en el regnat d'Alfons XIII no tenien ja funcions clarament distingides i les classes d'ordre simbòlic de Gentilhome de cambra amb exercici i de Gentilhome d'Entrada.
Finalment, dependents del Cavallerís major, que durant el regnat d'Alfons XIII va unir a aquest càrrec el de Montero major, es trobaven el Caballerizo major de la reina, el Primer Cavallerís, el Primer Monter, els Cavallerís de camp, els Monters de camp i el Director General de les Reials Cavallerisses.

### La Cambreria i altres unitats independents
En segon lloc, al capdavant de la Cambreria major – a la qual corresponia l'etiqueta i organització d'actes en què intervingués la Reina així com la prefectura de la “règia servitud” que acompanyava a la Reina dins i fora de Palau - es trobava la Cambrera major de palau, amb igual categoria que el Majordom major del Rei i de la qual depenien les classes de Dama de la Reina, i de Dama al servei particular de la Reina. A la Cambrera major assistia també el Majordom major de la Reina, que sempre ostentava el càrrec addicional de Cavallerís de la Reina i que, dependent del Majordom major del Rei, tenia funcions de prefectura del personal directament adscrit a la persona de la Reina, així com d'assistència fora de Palau i de gestió dels seus vehicles i transport. Finalment, en aquesta àrea de la Reial Casa va existir, mentre va viure la Reina vídua, una Cambrera major de la Regna mare amb igual categoria i tractament que la Cambrera major de palau.
Independent de la Majordomia i de la Cambreria es trobava el Comandant General d'Alabarders que assumia la Prefectura de la Casa Militar del Rei i de qui depenien l'Oficial major, encarregat de les claus de palau, els Ajudants de Camp del Rei i els Ajudants a les Ordres del Rei, procedents de les diverses armes i cossos de terra, mar i aire. Així mateix depenien del Comandant General, els Monteros de Cambra, anomenats Monteros de Espinosa que eren 12 cavallers amb neteja de sang provada l'expedient de la qual es feia davant el jutge municipal d'Espinosa de los Monteros. Feien guàrdia davant els dormitoris del Rei i la Reina durant la nit i acompanyaven els seus cossos des del moment de la seva defunció fins al lliurament de les seves restes al Monestir d'El Escorial.
Igualment independent es trobava l'Intendent General de la Reial Casa que era el cap superior administrador econòmic dels béns del Patrimoni de la Corona. D'ell depenien el Caixer, l'Arxiver general, el Reial bibliotecari, els Caps de negociat, els Administradors dels Reials Llocs, els Reials Patronats i la Secretaria de la Intendència.
El tercer càrrec fora de la Majordomia i la Cambreria era el Procapellà i Almoiner major del Rei que era el cap de la real capella, sent el prelat domèstic de palau, i del qual depenien el Secretari Eclesiàstic, els Sumillers de Cortina, els Capellans d'Honor tant del Banc de Castella com del Banc d'Ordres i el Tinent almoiner. Durant el regnat d'Alfons XIII aquest càrrec va ser exercit pel Bisbe de Sion, Patriarca de les Índies.

## La Reial Casa en 1931
Al moment de la proclamació de la Segona República Espanyola, el 14 d'abril de 1931, els principals càrrecs palatins estaven sent ocupats per les següents persones:
- Majordom major del Rei i Sumiller de Corps: Luis María de Silva y Carvajal, duc de Miranda
- Cavallerís i Montero major del Rei: Baltasar de Losada y Torres,  comte de Maceda
- Comandant General d'Alabarders: Tinent General Pío López Pozas
- Majordom i Cavallerís major de la Reina: Lorenzo Piñeiro y Fernández de Villavicencio, marquès de Bendaña
- Intendent General de la Reial Casa: Miguel González de Castejón y Elío, comte d'Aybar
- Cambrera major de Palau: María Luisa de Carvajal y Dávalos,  duquessa de San Carlos
- Majordom i Cavallerís major del Príncep d'Astúries: Ignacio Fernández de Henestrosa y Gayoso dels Cobos, marquès de Camarasa

Existien, a més, en aquest any 1931 les següents Cases particulars:
- La Casa de l'Infant Alfons de Borbó-Dues Sicílies amb un Oficial a les ordres.
- La Casa de la Infanta Isabel de Borbó i Borbó amb dues Dames i un Secretari Tresorer.
- La Casa de l'Infant Ferran de Baviera i de la seva esposa, Maria Lluïsa, duquessa de Talavera de la Reina amb un Ajudant de camp i un Cap a les ordres.
- La Casa dels Infants Alfons d'Orleans-Borbó i Beatriu de Saxònia-Coburg-Gotha amb un ajudant a les ordres i una Dama de la Infanta.
- La Casa dels Infants Carles de Borbó-Dues Sicílies i Lluïsa d'Orleans amb tres Dames i dos Ajudants de Camp.

També durant el regnat d'Alfons XIII va existir, fins a la seva defunció en 1929, una Casa particular de la Sa Majestat la Reina Mare Maria Cristina d'Habsburg-Lorena que dirigien la cambrera major de la reina mare i el cavallerís major de la reina mare.
No es va constituir, però, fins ben entrat l'any 1930 una Casa particular pel Príncep d'Astúries Alfons de Borbó i Battenberg malgrat comptar amb 22 anys al moment de la seva institució.

## El Patrimoni de la Corona d'Espanya
El Patrimoni de la Corona d'Espanya, gestionat per l'Intendent General de la Reial Casa, es regia per una Llei de 30 de juny de 1876 i successius decrets. És la institució que constitueix l'antecedent històric del Patrimoni Nacional.
Estava configurat durant el regnat d'Alfons XIII en primer lloc pel Palau Reial de Madrid, lloc de residència del monarca on s'exercien les funcions oficials i que comptava, en l'emplaçament dels actuals jardins de Sabatini, amb les Reials Cavallerisses.
Les Reials Cavallerisses estaven conformades per capellà, guadarnés general, guadarnés de diari, infermeria de bestiar, quadres, ferreria, pallers, picador, cotxerons de gala (amb 13 carrosses de gala) i diari (amb 122 cotxes), tallers de reparació d'automòbils (amb 13 automòbils, 2 òmnibus i 5 camions), guarnicions i vestuari així com 142 habitacions per als empleats.
També hi havia a palau una Reial Oficina de Farmàcia.
També formaven part del Patrimoni de la Corona la Reial Casa de Campo que era utilitzada com caçador, camp de polo, camp de tir de colom i assortia al Palau amb les seves hortes i camps de cultiu, la Caseta del Príncep d'El Escorial, la Casita de Abajo també a El Escorial, la Caseta del Príncep en El Pardo, el Palau de la Zarzuela, el Palau d'Aranjuez, el Palau del Pardo, el Palau Reial de La Granja de San Ildefonso on va estiuejar la família real fins a 1916, el Palau Reial de Riofrío, el Palau Reial de l'Almudaina, i els Reials Alcàssers de Sevilla. En 1926 es va incorporar el Palau Reial de Pedralbes de Barcelona per donació.
El Rei Alfons XIII comptava a més, com a patrimoni personal, amb el Palau de la Magdalena on va estiuejar la família reial des de 1917 fins a 1931 i la reina Maria Cristina d'Habsburg-Lorena, amb el Palau de Miramar.
Tots els edificis anteriorment citats eren supervisats per l'Inspector dels Reials Palaus.
Els Reials Patronats eren el monestir de Las Descalzas Reales, el Reial Monestir de la Encarnación, el monestir de Santa Isabel, el Reial Monestir de Santa Clara de Tordesillas, el monestir de Santa María la Real de las Huelgas, l'Hospital del Buen Suceso de Madrid on tenia la seva residència el procapellà i els reials col·legis d'Alfons XII i Maria Cristina d'El Escorial.